# 데니스 트릴로
데니스 트릴로(Dennis Trillo, 1981년 5월 12일 ~ )은 필리핀의 배우이자 가수이다.

## 출연 작품
- 미나-아누드 (2019)
- 더 재니터 (2014)
- 빙의 (2013)
- 템테이션 오브 와이프 (2012)